# Ottilie von Herbert

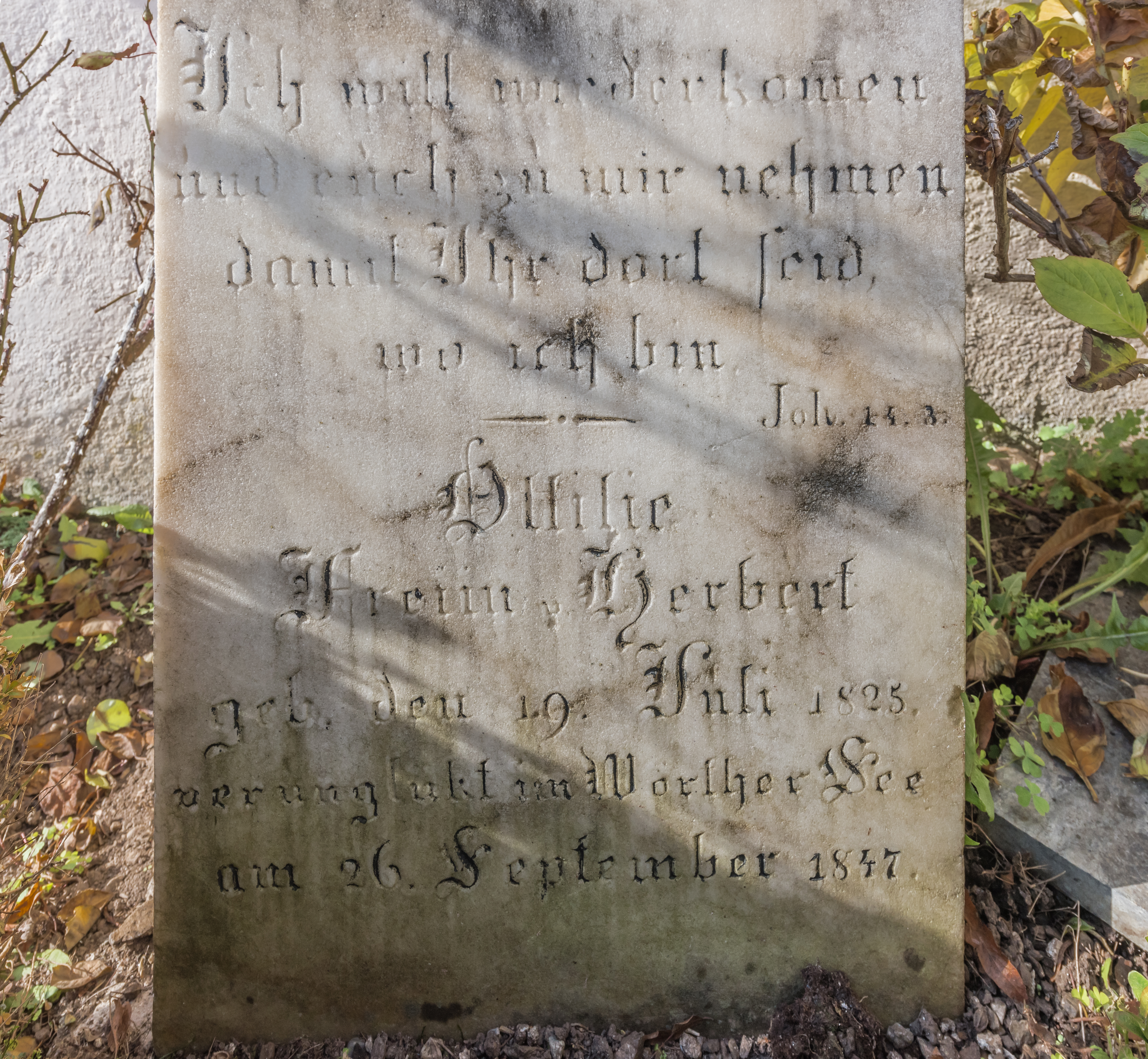
Grab der Ottilie Freiin von Herbert neben der Pfarrkirche Maria Wörth

Ottilie Freiin von Herbert (* 19. Juli 1825 in Reifnitz bei Maria Wörth; † 26. September 1847 im Wörthersee) war eine österreichische Komponistin. Sie ist bekannt für das Kärntnerlied und gleichzeitig ihren Schwanengesang I tua wohl (åls wånn ma nix war) sowie ihr tragisches Verschwinden im Wörthersee.

## Kindheit und Jugend
Ottilie von Herbert wurde als drittes von sieben Kindern des Ignaz Joseph Freiherr von Herbert (1780–1856) und der Theresie, geborene Perscha (1801–1835), geboren. Ihr Vater stammte aus einer angesehenen Kärntner Industriellenfamilie und war in der Bleiindustrie tätig. Ihr Geburtshaus war Zeitgenossen auch als Engelsnest zu Reifnitz bekannt, da alle sieben Mädchen der Familie dort zur Welt kamen und aufwuchsen. Ottilie von Herbert und ihre Schwestern wurden großteils durch eine Haushälterin erzogen, da die Mutter bereits 1835 verstarb. Vor allem Musik und Kunst wurden in der Familie sehr gefördert.

## Tod
Am 26. September 1847 fuhr Ottilie von Herbert nachts alleine mit dem Ruderboot auf den Wörthersee hinaus. Sie kehrte nicht mehr zurück und auch ihr Leichnam wurde nie gefunden. Am Pult ihres Klavier fand man ihre in Moll verfasste Komposition I tua wohl, die Vertonung einer unglücklichen Liebe. Es gilt als erstes in Moll verfasstes Volkslied.
Basierend auf den Umständen ihres Verschwindens, entstanden in Folge mehrere Legenden um Ottilie von Herbert. Manche führten ihren Tod auf einen tragischen Unfall zurück, andere vermuteten, sie habe Suizid begangen aufgrund einer unglücklichen Liebesbeziehung mit einem Bauernburschen, welcher aber nicht ihrem Stand entsprach. Wieder andere behaupteten, Ottilie von Herbert wäre mit einem angeblichen Liebhaber verschwunden.